# Carl Greger Leijonhufvud
Carl Greger Leijonhufvud, född den 10 november 1859 i Stockholm, död där den 10 juni 1918, var en svensk friherre och militär. Han var son till Axel Leijonhufvud.
Leijonhufvud blev underlöjtnant vid Svea livgarde 1880 och löjtnant där 1887. Han var aspirant i Generalstaben 1885–1887 och ordonnansofficer i IV. arméfördelningen 1890–1894. Leijonhufvud blev kapten vid Svea livgarde 1899 och major vid Generalstaben 1903. Han var militärattaché i Sankt Petersburg 1903–1907. Leijonhufvud blev överstelöjtnant i armén 1905 och vid Andra livgrenadjärregementet 1906. Han var överste och chef för Norrbottens regemente 1908–1911. Leijonhufvud blev överste i VI. arméfördelningens reservbefäl sistnämnda år. Han blev riddare av Dannebrogorden 1891, av Svärdsorden 1901, av Sankt Annas ordens andra klass 1908 och officer av Hederslegionen sistnämnda år.